# NGC 6734
NGC 6734 este o galaxie situată în constelația Păunul. A fost descoperită în 8 iunie 1836 de către John Herschel. Se află la o distanță de 59,85 de megaparseci de Pământ.